# Чемпіоншип (Шотландія)
Шотландський Чемпіоншип — другий рівень Шотландської професійної футбольної ліги, заснованої у 2013 шляхом об'єднання Шотландської футбольної ліги та Прем'єр-ліги. Еквівалент колишнього Першого дивізіону ШФЛ.

## Формат змагання
Команди отримують 3 очки за перемогу та 1 очко за нічию. В разі поразки бали не нараховуються. У випадку, коли декілька команд набрали однакову кількість очок враховується спочатку різниця забитих і пропущених м'ячів, а потім кількість забитих м'ячів. В кінці кожного сезону клуб з найбільшою кількістю очок оголошується переможцем першості. Якщо кількість набраних очок у кількох команд рівна, то різниця м'ячів, а при однаковій різниці, кількість забитих м'ячів визначають переможця. Команди, що зайняли 1-е та 2-е місця за підсумками сезону делегуються до Прем'єршипу.

## Клуби
Наступні клуби змагаються в Чемпіоншипі в сезоні 2023-24:
- Арброт
- Грінок Мортон
- Данді Юнайтед
- Данфермлін Атлетік
- Ейрдріоніанс
- Ейр Юнайтед
- Інвернесс Каледоніан Тісл
- Квінз Парк
- Партік Тісл
- Рейт Роверз